# Tipula triplex
Tipula triplex är en tvåvingeart. Tipula triplex ingår i släktet Tipula och familjen storharkrankar.

## Underarter
Arten delas in i följande underarter:
- T. t. triplex
- T. t. linearis